# پلاکولوماب
پلاکولوماب (انگلیسی: Placulumab) نوعی آنتی‌بادی مونوکلونال انسانی است که با هدف درمان بیماری‌های التهابی تولید شد. در سال ۲۰۱۲ تولید و تحقیقات مربوط به این دارو متوقف گردید.